# Rugby a 15 nel 1914

## Attività internazionale

### Tornei per nazioni
|  | Cinque Nazioni | Inghilterra |

### Tour e test
- Avvenimento dell'anno è la sfida tra Australia e Nuova Zelanda, con tre netti successi di quest'ultima

## I Barbarians
- I Barbarians hanno disputato i seguenti incontri

| Penarth 10 aprile 1914 | Penarth RFC | 8 – 3 | Barbarians |  |

| Cardiff 11 aprile 1914 | Cardiff RFC | 6 – 5 | Barbarians | Arms Park |

| Swansea 13 aprile 1914 | Swansea RFC | 17 – 9 | Barbarians | (Saint Helen's) |

| Cheltenham 14 aprile 1914 | Cheltenham | 5 – 19 | Barbarians |  |

| Leicester 23 febbraio 1914 | Leicester Tigers | 3 – 5 | Barbarians | (Welford Road) |

## Campionati nazionali
| Argentina            | Camp. di Buenos Aires   | Belgrano Athletic Club       |
| Francia              | Campionato              | AS Perpignan                 |
| Inghilterra          | Campionato delle contee | Midlands                     |
| Nuovo Galles del Sud | Shute Shield            | Glebe                        |
| Nuova Zelanda        | Ranfurly Shield         | Taranaki detentore 1913-1914 |
|                      |                         | Wellington detentore 1914-20 |